# Arno Schley

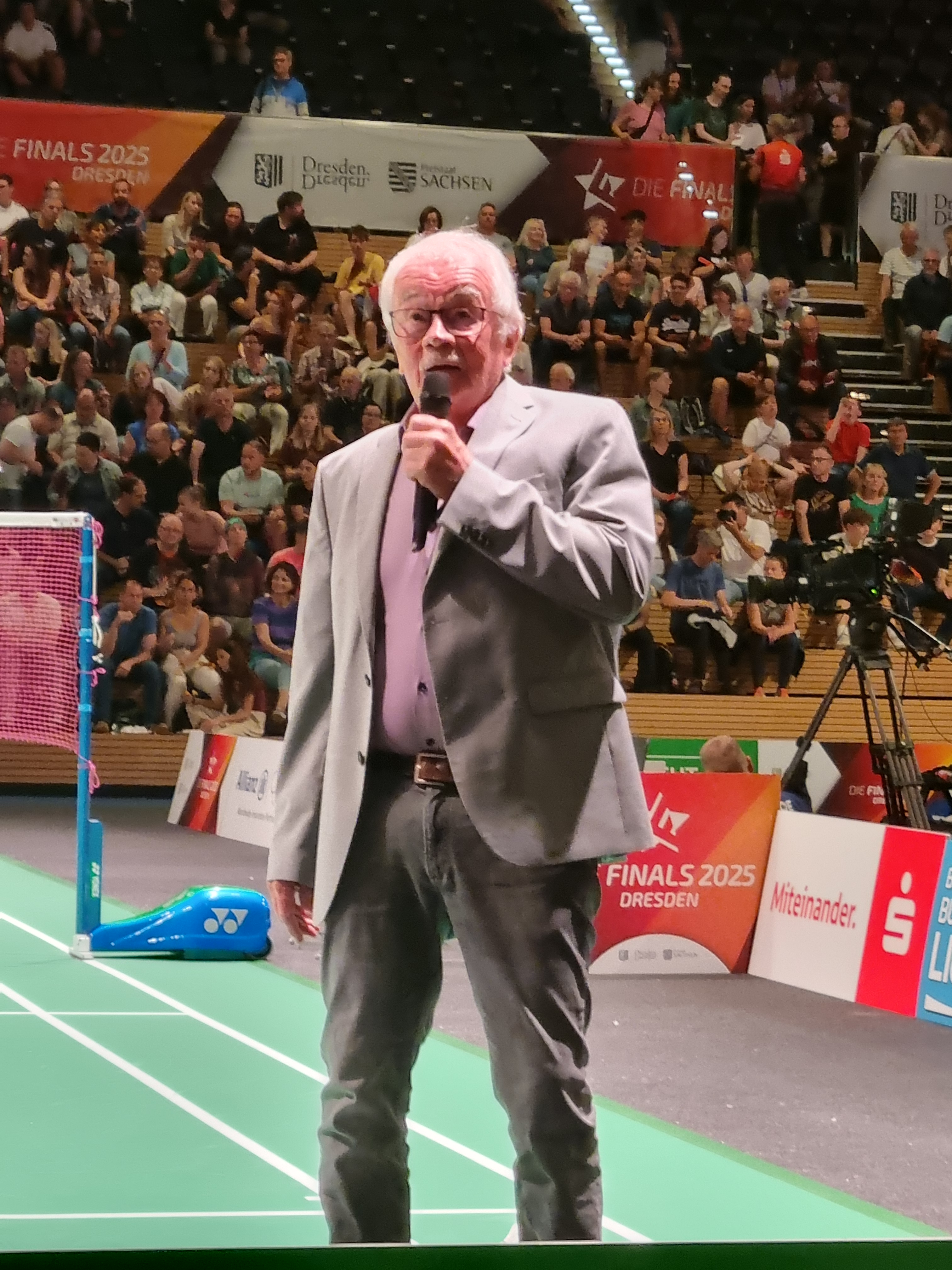
Arno Schley 2025

Arno Schley (* 10. Januar 1951) ist ein deutscher Badmintonspieler, der für den TuS Wiebelskirchen antritt. Er ist mit Sigrid Bleymehl-Schley verheiratet.

## Karriere
1971 wurde Schley Zweiter bei den French Open. Mit TuS Wiebelskirchen gewann er 1977, 1978 und 1982 Silber in der Badminton-Bundesliga sowie 1975 Bronze. Außerdem ist er neunfacher Saarlandmeister und seit 1997 Vorsitzender des Saarländischen Badminton-Verbands. Heute ist er des Weiteren als Vorsitzender des Gesamtvereins TuS Wiebelskirchen sowie als Präsident des Deutschen-Badminton-Ligaverbandes (DBLV) aktiv.

## Sportliche Erfolge
| Saison    | Veranstaltung                             | Disziplin  | Platz | Name |
| --------- | ----------------------------------------- | ---------- | ----- | --- |
| 1968/1969 | Deutsche Meisterschaft U18 1968/1969      | MS         | 1     | Arno Schley |
| 1968/1969 | Deutsche Meisterschaft U18 1968/1969      | XD         | 2     | Arno Schley / Elvira Reinsch |
| 1969/1970 | Saarlandmeisterschaft 1969/1970           | XD         | 1     | Arno Schley / Brunhilde Geiger |
| 1969/1970 | Saarlandmeisterschaft 1969/1970           | MS         | 1     | Arno Schley |
| 1970/1971 | Südwestdeutsche Meisterschaft 1970/1971   | MD         | 1     | Karl Geisler / Arno Schley |
| 1970/1971 | Saarlandmeisterschaft 1970/1971           | MD         | 1     | Karl Geisler / Arno Schley |
| 1970/1971 | Deutsche Meisterschaft U22 1970/1971      | MS         | 2     | Arno Schley |
| 1971      | French Open                               | MD         | 2     | Karl Geisler / Arno Schley |
| 1971/1972 | Deutsche Hochschulmeisterschaft 1971/1972 | MD         | 2     | Rupert Lebmeier / Arno Schley |
| 1971/1972 | Deutsche Hochschulmeisterschaft 1971/1972 | MS         | 2     | Arno Schley |
| 1972/1973 | Deutsche Meisterschaft U22 1972/1973      | MD         | 2     | Arno Schley / Rainer Gatzke |
| 1972/1973 | Deutsche Meisterschaft U22 1972/1973      | XD         | 1     | Arno Schley / Vera Martini |
| 1972/1973 | Saarlandmeisterschaft 1972/1973           | MS         | 1     | Arno Schley |
| 1972/1973 | Saarlandmeisterschaft 1972/1973           | XD         | 1     | Arno Schley / Vera Martini |
| 1972/1973 | Deutsche Meisterschaft U22 1972/1973      | MS         | 2     | Arno Schley |
| 1973/1974 | Südwestdeutsche Meisterschaft 1973/1974   | MS         | 1     | Arno Schley |
| 1973/1974 | Saarlandmeisterschaft 1973/1974           | MD         | 1     | Rupert Lebmeier / Arno Schley |
| 1973/1974 | Saarlandmeisterschaft 1973/1974           | MS         | 1     | Arno Schley |
| 1973/1974 | Deutsche Hochschulmeisterschaft 1973/1974 | MD         | 3     | Arno Schley / Helmut Streit |
| 1973/1974 | Deutsche Hochschulmeisterschaft 1973/1974 | XD         | 3     | Arno Schley / Ingeborg Bauer |
| 1974/75   | Deutsche Mannschaftsmeisterschaft         | Mannschaft | 3     | TuS Wiebelskirchen (Arno Schley, Rupert Lebmeier, Helmut Streit, Karl Geisler, Vera Martini, Monika Schönsteiner)                                         |
| 1974/1975 | Deutsche Hochschulmeisterschaft 1974/1975 | MS         | 2     | Arno Schley |
| 1974/1975 | Deutsche Hochschulmeisterschaft 1974/1975 | XD         | 2     | Arno Schley / Ingeborg Bauer |
| 1974/1975 | Deutsche Hochschulmeisterschaft 1974/1975 | MD         | 2     | Hans Werner Niesner / Arno Schley |
| 1975/1976 | Deutsche Hochschulmeisterschaft 1975/1976 | MD         | 3     | Karl Geisler / Arno Schley |
| 1975/1976 | Saarlandmeisterschaft 1975/1976           | MD         | 1     | Karl Geisler / Arno Schley |
| 1975/1976 | Deutsche Hochschulmeisterschaft 1975/1976 | XD         | 2     | Arno Schley / Ingeborg Schley |
| 1976/1977 | Saarlandmeisterschaft 1976/1977           | MD         | 1     | Karl Geisler / Arno Schley |
| 1976/77   | Deutsche Mannschaftsmeisterschaft         | Mannschaft | 2     | TuS Wiebelskirchen (Karl Geisler, Arno Schley, Helmut Streit, Georg Simon, Juniarto Suhandinata, Vera Martini, Ingeborg Schley, Monika Peiffer)           |
| 1977/78   | Deutsche Mannschaftsmeisterschaft         | Mannschaft | 2     | TuS Wiebelskirchen (Karl Geisler, Arno Schley, Helmut Streit, Georg Simon, Juniarto Suhandinata, Vera Martini, Ingeborg Schley, Monika Peiffer)           |
| 1981/82   | Deutsche Mannschaftsmeisterschaft         | Mannschaft | 2     | TuS Wiebelskirchen (Arya Aslim, Bambang Dihardja, Karl Geisler, Georg Simon, Dieter Fuhrmann, Arno Schley, Vera Martini, Ingeborg Schley, Monika Peiffer) |
| 2006/2007 | Deutsche Meisterschaft O55 2006/2007      | MD         | 3     | Arno Schley / Harald Bohn |
| 2007/2008 | Deutsche Meisterschaft O55 2007/2008      | MD         | 3     | Detlef Drews / Arno Schley |
| 2016/2017 | Deutsche Meisterschaft O65 2016/2017      | MD         | 3     | Arno Schley / Hans-Werner Schmitz |
| 2016/2017 | Deutsche Meisterschaft O65 2016/2017      | XD         | 3     | Arno Schley / Brigitte Prax |
| 2018/2019 | Deutsche Meisterschaft O65 2018/2019      | XD         | 3     | Arno Schley / Brigitte Prax |
| 2021/2022 | Deutsche Meisterschaft O70 2021/2022      | XD         | 3     | Arno Schley / Brigitte Prax |